# Jean Delva
Pour les articles homonymes, voir Delva.
Jean, Charles, Emma, Marie, Ghislain, chevalier Delva (époux Messire Claire Van Stappen), né le 21 octobre 1909 à Gand et décédé le 1er août 2003 à Ottignies.
Il fut docteur en droit.
Il fut directeur-général de la Fédération des Industries chimiques de Belgique et
ancien directeur-conseil du Conseil européen des Fédérations de l'Industrie chimique.
Il fut commandant de réserve au premier régiment de Guides.

## Distinctions
- Officier de l'ordre de la Couronne
- Commandeur de l'ordre de Léopold II
- Officier de l'ordre de Léopold
- Médaille du volontaire de guerre combattant 40-45
- Médaille commémorative de la Guerre 40-45 avec sabres croisés et lion
- Médaille de la Résistance 40-45
- Médaille de la Reine Élisabeth
- officier de l'ordre du Mérite de la République italienne

Déjà écuyer, il fut élevé au rang de chevalier par SM le roi Albert II de Belgique en 1994. Sa devise est Amour et Vérité.